# The Score (альбом)
The Score — другий і останній студійний альбом хіп-хоп тріо Fugees, випущений 13 лютого 1996 року на лейблі Columbia Records. Альбом містить широкий спектр семплів та інструментів, з багатьма аспектами альтернативного хіп-хопу, який став домінувати на музичній сцені хіп-хопу в середині-кінці 1990-х років. 

## Комерційний успіх
The Score дебютував на першій сходинці американського чарту Billboard 200. Він також очолював чарт Top R&B/Hip-Hop Albums протягом восьми тижнів, ставши першим номером один для хіп-хоп групи, який очолює чарт так довго. Сингли «Killing Me Softly», «Fu-Gee-La» і «Ready or Not» також досягли помітного успіху в чартах, завдяки чому альбом став третім найбільш продаваним альбомом 1996 року в Сполучених Штатах і допоміг групі отримати всесвітнє визнання.
Станом на лютий 2021 року The Score отримав 7-платиновий сертифікат Асоціації звукозаписної індустрії Америки (RIAA). Це найбільш продаваний альбом американського хіп-хоп гурту у Франції, де альбом отримав діамантовий сертифікат. Альбом став одним із найбільш продаваних альбомів усіх часів, продавши 22 мільйонами копій по всьому світу. На момент свого випуску він ненадовго став найбільш продаваним хіп-хоп альбомом усіх часів і залишається найбільш продаваним альбомом для будь-якої хіп-хоп групи. Станом на червень 2021 року альбом є п’ятим за кількістю транслюваних хіп-хоп альбомів 1990-х на Spotify.

## Критика
The Score отримав переважно схвальні відгуки музичних критиків. Він був номінований як «Альбом року» на 39-й церемонії вручення премії «Греммі», став другим реп-альбомом і першим від хіп-хоп групи, який отримав номінацію в цій категорії. Він отримав премію «Греммі» за найкращий реп-альбом разом із найкращим R&B-виконанням дуету або групи за «Killing Me Softly». The Score отримав значне визнання протягом багатьох років, і багато музичних критиків і публікацій відзначили його як один із найкращих альбомів 1990-х років, а також як один із найкращих хіп-хоп альбомів усіх часів. The Score увійшов до списку 200 найкращих альбомів у Залі слави рок-н-ролу та посів 134 місце в переглянутому списку «500 найкращих альбомів усіх часів» журналу Rolling Stone 2020 року.

## Нагороди
| Рік  | Орагнізація             | Нагорода             | Результат |
| ---- | ----------------------- | -------------------- | --------- |
| 1997 | Soul Train Music Awards | Альбом року          | Номінація |
| 1997 | Grammy Awards           | Альбом року          | Номінація |
| 1997 | Grammy Awards           | Найкращий реп-альбом | Перемога  |

## Список композицій
| #     | Назва                                             | Автор                                                                | Продюсер(и)                                                    | Тривалість |
| ----- | ------------------------------------------------- | -------------------------------------------------------------------- | -------------------------------------------------------------- | ---------- |
| 1.    | «Red Intro»                                       |                                                                      | Wyclef Jean Te Bass Pras [a]                                   | 1:51       |
| 2.    | «How Many Mics»                                   | Nel Ust Wyclef Jean Prakazrel Samuel Michel Lauryn Noelle Hill       | Wyclef Jean Shawn King Lauryn Hill Pras [a] Te Bass [a]        | 4:28       |
| 3.    | «Ready or Not»                                    | Jean Michel Thom Bell William Hart Hill Enya Nicholas Ryan Roma Ryan | Wyclef Jean Lauryn Hill Pras [a] Te Bass [a]                   | 3:47       |
| 4.    | «Zealots»                                         | Jean Michel Hill                                                     | Wyclef Jean Lauryn Hill Pras [a] Te Bass [a]                   | 4:20       |
| 5.    | «The Beast»                                       | Jean Michel Hill                                                     | Wyclef Jean Lauryn Hill Pras [a] Te Bass [a]                   | 5:37       |
| 6.    | «Fu-Gee-La»                                       | Jean Michel Hill Salaam Remi Mary Brockert Allen McGrier             | Salaam Remi                                                    | 4:20       |
| 7.    | «Family Business» (за участю John Forté та Omega) | Jean Michel Hill John Forté Omega                                    | Wyclef Jean Lauryn Hill John Forté Pras [a] Te Bass [a]        | 5:43       |
| 8.    | «Killing Me Softly»                               | Charles Fox Norman Gimbel                                            | Wyclef Jean Lauryn Hill Pras [a] Te Bass [a]                   | 4:58       |
| 9.    | «The Score» (за участю Diamond D)                 | Jean Michel Hill Joseph Kirkland                                     | Diamond D Wyclef Jean [a] Lauryn Hill [a] Pras [a] Te Bass [a] | 5:02       |
| 10.   | «The Mask»                                        | Jean Michel Hill                                                     | Wyclef Jean Lauryn Hill Pras [a] Te Bass [a]                   | 4:50       |
| 11.   | «Cowboys» (за участю the Outsidaz)                | Jean Michel Hill Jerome Hinds Dewayne Battle Rashia Fisher Forté     | Wyclef Jean Lauryn Hill John Forté Pras [a] Te Bass [a]        | 5:23       |
| 12.   | «No Woman, No Cry»                                | Vincent Ford                                                         | Wyclef Jean Lauryn Hill Pras [a] Te Bass [a]                   | 4:33       |
| 13.   | «Manifest"/"Outro»                                | Jean Michel Hill                                                     | Wyclef Jean Lauryn Hill Pras [a] Te Bass [a]                   | 5:59       |
| 60:52 |                                                   |                                                                      |                                                                |            |

| Бонус-трек (CD-версія) | Бонус-трек (CD-версія)                                     | Бонус-трек (CD-версія)         | Бонус-трек (CD-версія)                       | Бонус-трек (CD-версія) |
| #                      | Назва                                                      | Автор                          | Продюсер(и)                                  | Тривалість             |
| ---------------------- | ---------------------------------------------------------- | ------------------------------ | -------------------------------------------- | ---------------------- |
| 14.                    | «Fu-Gee-La» (Refugee Camp remix за участю John Forté)      | Jean Michel Hill McGrier Marie | Wyclef Jean Lauryn Hill Pras [a] Te Bass [a] | 4:22                   |
| 15.                    | «Fu-Gee-La» (Sly & Robbie mix)                             | Jean Michel Hill McGrier Marie | Handel Tucker                                | 5:27                   |
| 16.                    | «Mista Mista»                                              | Jean                           | Wyclef Jean Te Bass Lauryn Hill [a]          | 2:42                   |
| 17.                    | «Fu-Gee-La» (Refugee Camp global mix за участю John Forté) | Jean Michel Hill McGrier Marie | Wyclef Jean Lauryn Hill Pras [a] Te Bass [a] | 4:20                   |
| 77:52                  |                                                            |                                |                                              |                        |

Примітки
- ↑  означає співпродюсера.
- Інтермедії у виконанні Talent, Віла Шеннона Бріггса та Раса Бараки.
- Вступ у виконанні Red Alert і Раса Бараки.
- Outro у виконанні Red Alert.

## Чарти
| Чарт (1996)                                          | Пікова позиція |
| ---------------------------------------------------- | -------------- |
| Австралія Australian Albums (ARIA)                   | 5              |
| Австрія Austrian Albums (Ö3 Austria)                 | 1              |
| Бельгія Belgian Albums (Ultratop Flanders)           | 1              |
| Бельгія Belgian Albums (Ultratop Wallonia)           | 1              |
| Канада Canada Top Albums/CDs (RPM)                   | 1              |
| Данія Danish Albums (Hitlisten)                      | 3              |
| Нідерланди Dutch Albums (MegaCharts)                 | 1              |
| European Albums (Music & Media)                      | 1              |
| Фінляндія Finnish Albums (Suomen virallinen lista)   | 3              |
| Франція French Albums (SNEP)                         | 1              |
| Німеччина German Albums (Offizielle Top 100)         | 1              |
| Угорщина Hungarian Albums (MAHASZ)                   | 1              |
| Ісландія Icelandic Albums (Tónlist)                  | 1              |
| Ірландія Irish Albums (IRMA)                         | 2              |
| Італія Italian Albums (FIMI)                         | 2              |
| Нова Зеландія New Zealand Albums (Recorded Music NZ) | 4              |
| Норвегія Norwegian Albums (VG-lista)                 | 1              |
| Португалія Portuguese Albums (AFP)                   | 8              |
| Іспанія Spanish Albums (AFYVE)                       | 14             |
| Шотландія Scottish Albums (OCC)                      | 5              |
| Швеція Swedish Albums (Sverigetopplistan)            | 2              |
| Швейцарія Swiss Albums (Schweizer Hitparade)         | 1              |
| Велика Британія UK Albums (OCC)                      | 2              |
| Велика Британія UK R&B Albums (OCC)                  | 1              |
| США Billboard 200                                    | 1              |
| США Top R&B/Hip-Hop Albums (Billboard)               | 1              |

| Чарт (1996)                                  | Позиція |
| -------------------------------------------- | ------- |
| Австралія Australian Albums (ARIA)           | 38      |
| Австрія Austrian Albums (Ö3 Austria)         | 5       |
| Канада Canada Top Albums/CDs (RPM)           | 3       |
| Нідерланди Dutch Albums (Album Top 100)      | 9       |
| European Albums (Top 100)                    | 4       |
| Франція French Albums (SNEP)                 | 1       |
| Німеччина German Albums (Offizielle Top 100) | 1       |
| Італія Italian Albums (Hit Parade)           | 6       |
| Нова Зеландія New Zealand Albums (RMNZ)      | 10      |
| Іспанія Spanish Albums (AFYVE)               | 31      |
| Швеція Swedish Albums (Sverigetopplistan)    | 11      |
| Швейцарія Swiss Albums (Schweizer Hitparade) | 6       |
| Велика Британія UK Albums (OCC)              | 7       |
| США Billboard 200                            | 5       |
| США US Top R&B/Hip-Hop Albums (Billboard)    | 1       |

| Чарт (1997)                     | Позиція |
| ------------------------------- | ------- |
| Велика Британія UK Albums (OCC) | 53      |

| Чарт (1990–1999)     | Позиція |
| -------------------- | ------- |
| США US Billboard 200 | 58      |

## Сертифікації
| Регіон | Сертифікація  | Продажі    |
| --- | ------------- | ---------- |
| Австралія (ARIA) | Платиновий    | 70 000^    |
| Австрія (IFPI Austria) | Платиновий    | 50 000*    |
| Бельгія (BEA) | Платиновий    | 50 000*    |
| Канада (Music Canada) | 5× Платиновий | 500 000^   |
| Данія (IFPI Denmark) | 4× Платиновий | 80 000     |
| Фінляндія | —             | 26,267     |
| Франція (SNEP) | Діамантовий   | 1 000 000* |
| Німеччина (BVMI) | 3× Золотий    | 750 000^   |
| Італія (FIMI) продажі з 2009 року | Золотий       | 25 000     |
| Японія (RIAJ) | Золотий       | 100 000^   |
| Нідерланди (NVPI) | Платиновий    | 100 000^   |
| Нова Зеландія (RIANZ) | Платиновий    | 15 000^    |
| Норвегія (IFPI Norway) | Золотий       | 25 000*    |
| Польща (ZPAV) | Платиновий    | 100 000*   |
| Іспанія (PROMUSICAE) | Платиновий    | 100 000^   |
| Швеція (IFPI Sweden) | Платиновий    | 100 000^   |
| Швейцарія (IFPI Switzerland) | 2× Платиновий | 100 000^   |
| Велика Британія (BPI) | 5× Платиновий | 1 500 000^ |
| США (RIAA) | 7× Платиновий | 7 000 000  |
| Підсумки |               |            |
| Європа (IFPI) | 6× Платиновий | 6 000 000* |
| Worldwide | —             | 22,000,000 |
| *продажі, що базуються лише на сертифікаціях · ^відвантаження, що базуються лише на сертифікаціях · продажі+прослуховування, що базуються лише на сертифікаціях |               |            |